# Demo (muzyka)

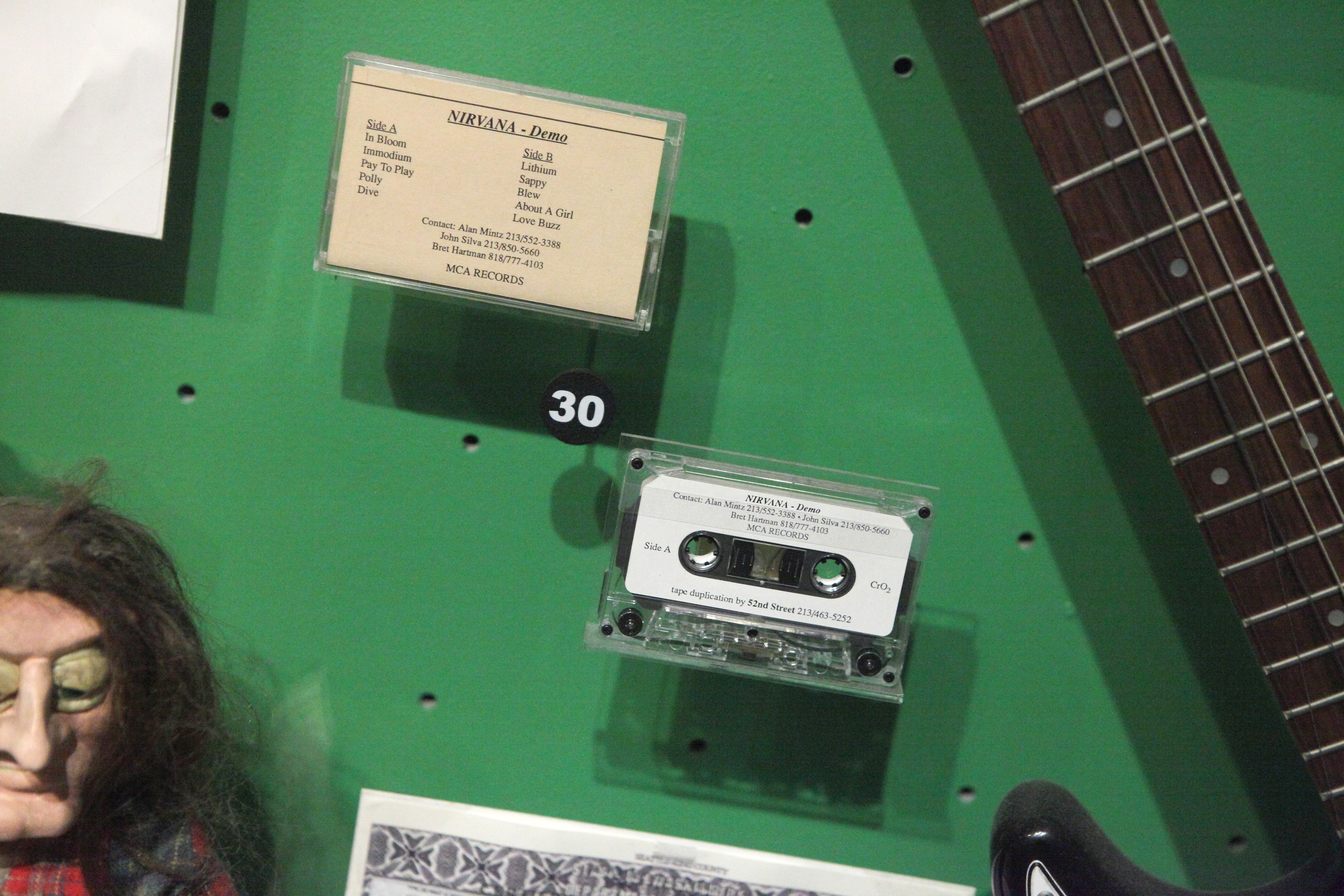
Kasety demo zespołu Nirvana na wystawie w muzeum Rock and Roll Hall of Fame (2014)

Demo (nagranie demonstracyjne) – niskonakładowy lub z pojedynczym nakładem wydany album muzyczny, rzadziej singel, film, nagrany w celach demonstracyjnych, pokazowych, promocyjnych dla zaprezentowania własnej twórczości określonemu odbiorcy, którym jest najczęściej przedstawiciel wytwórni muzycznej, stacji radiowej lub stacji telewizyjnej. Często nagrania tego typu są używane w celach wstępnej klasyfikacji zespołów i solistów na festiwalach muzycznych.
Od strony technicznej jest to nagranie amatorskie, półprofesjonalne lub profesjonalne  często pierwszy album grupy muzycznej lub solisty, uwiecznione na nośnikach popularnych, jak: kaseta magnetofonowa, płyta kompaktowa. W przypadku nagrań półprofesjonalnych, profesjonalnych jest to częściej nośnik DAT lub DCC.
Album tego typu nazywany jest również: kaseta demo, płyta demo, płyta demonstracyjna.
Demem nazywana jest także pierwsza nagrana, niedopracowana forma utworu muzycznego.